# IC 3322
IC 3322 ist eine Balken-Spiralgalaxie vom Hubble-Typ SBc im Sternbild Jungfrau auf der Ekliptik. Sie ist schätzungsweise 50 Millionen Lichtjahre von der Milchstraße entfernt.
Das Objekt wurde am 20. November 1899 von Arnold Schwassmann entdeckt.